# Casino van Murcia

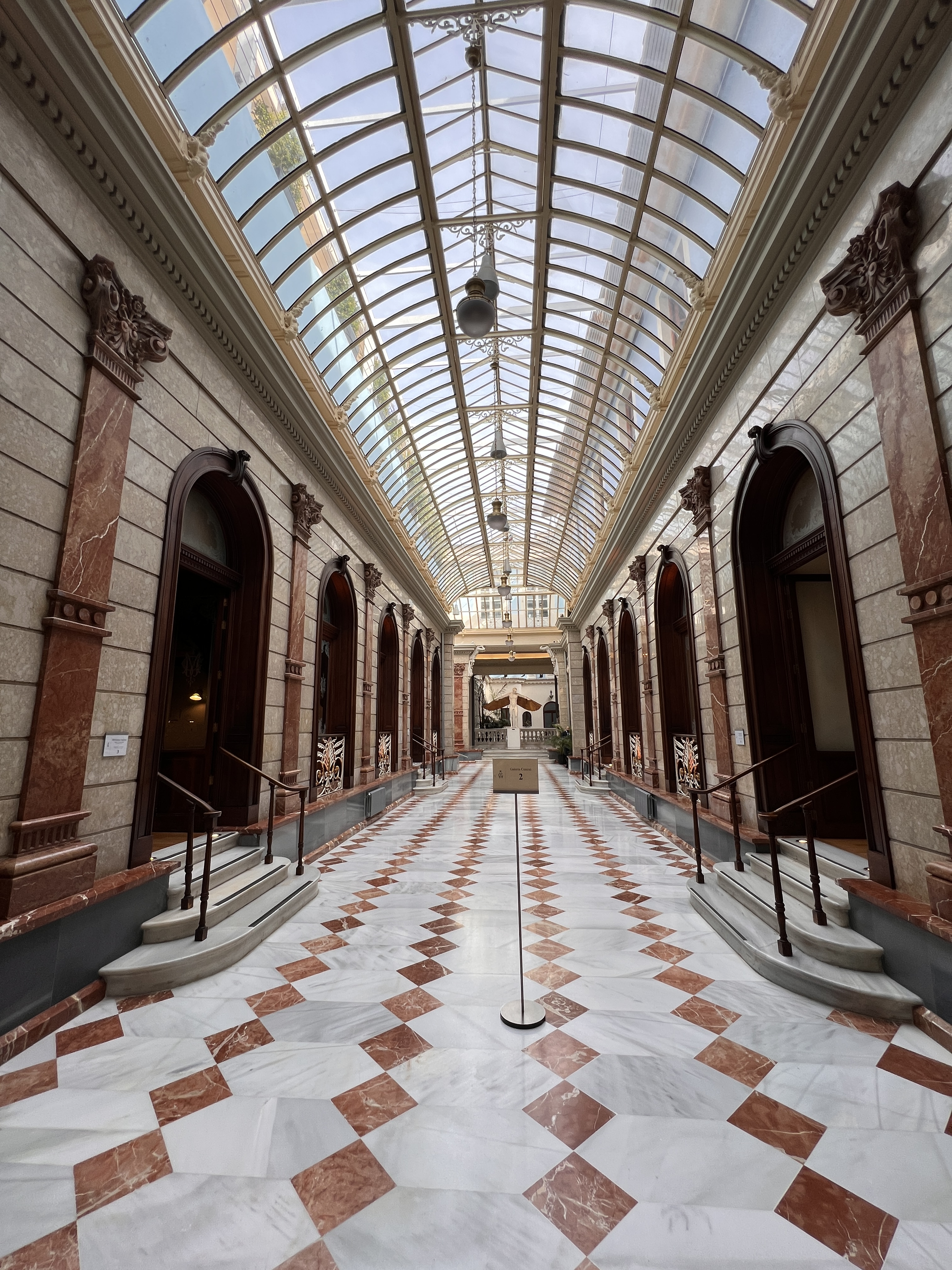
De lange hal

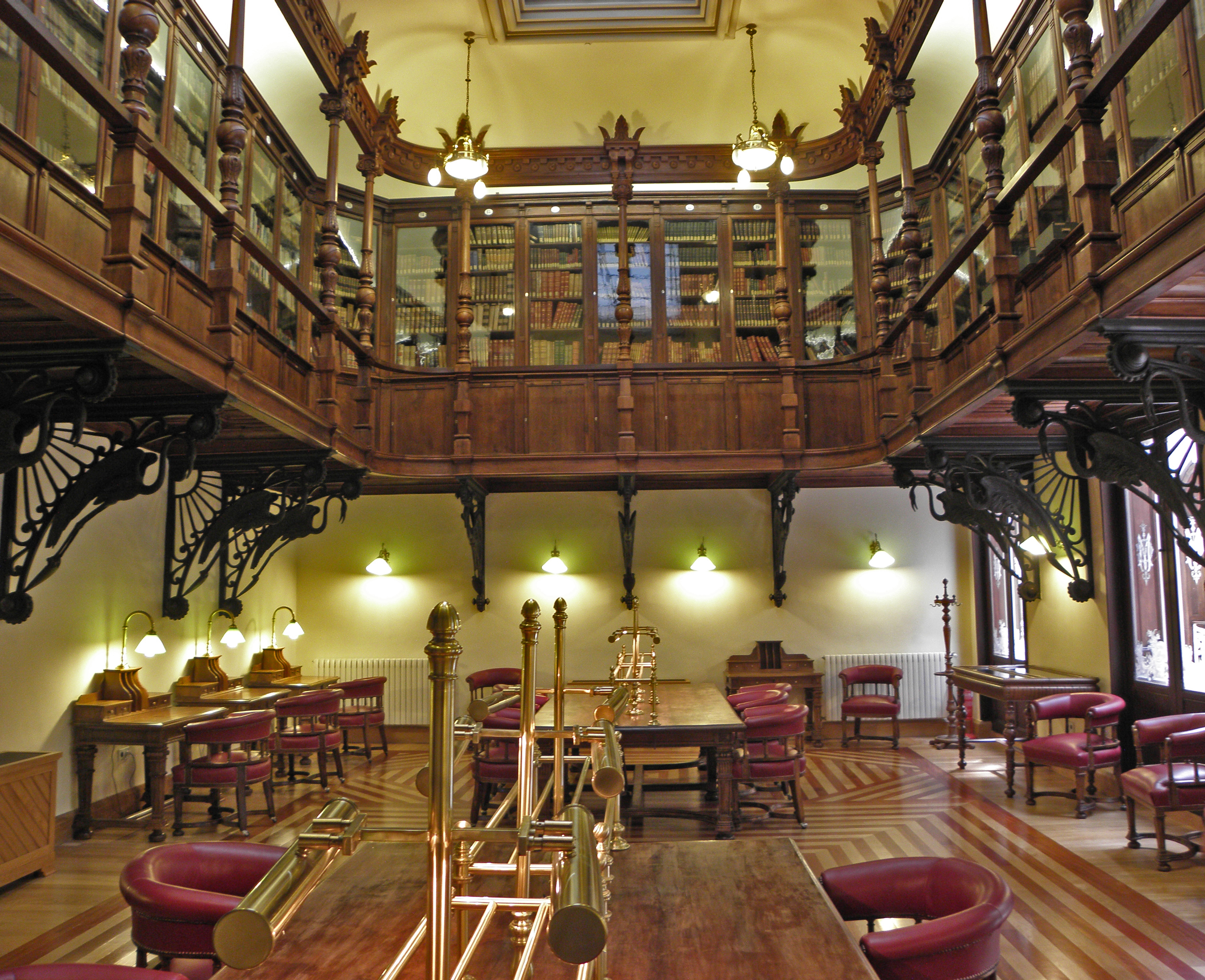
De bibliotheek

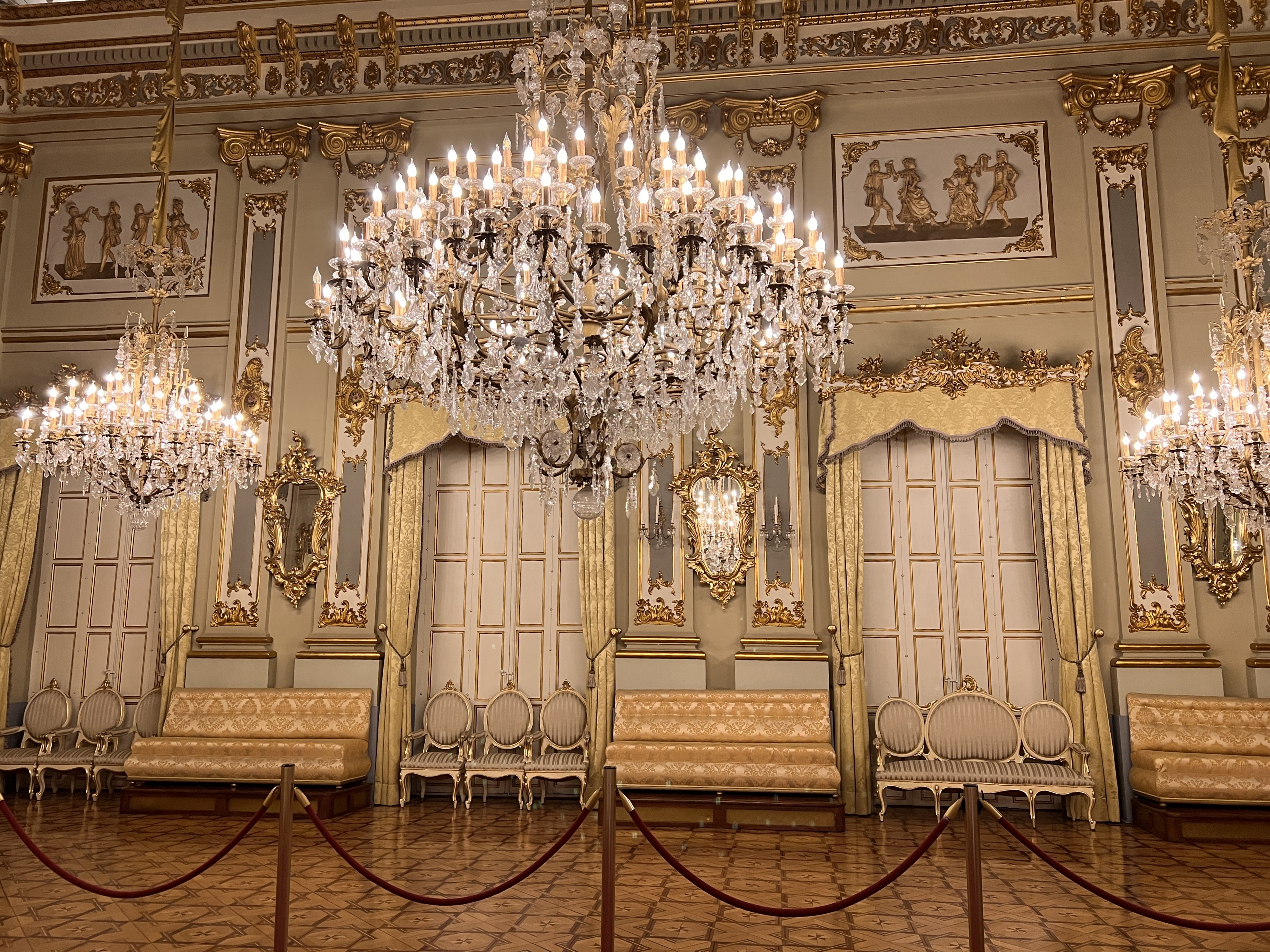
De balzaal

Het Casino van Murcia (Spaans: Real Casino de Murcia) ligt in het centrum van de stad Murcia in Spanje. De bouw begon in 1853 en in het ontwerp zijn verschillende artistieke stromingen verwerkt. Het werd een monument in 1983. Het gebouw wordt nog altijd gebruikt als privé club, maar de begane grond is opengesteld voor het publiek.

## Geschiedenis
Op 11 juni 1847 werd een herenclub opgericht voor de welgestelden van de stad. Na een tijdelijke huisvesting kreeg de vereniging in 1853 een eigen gebouw. Naderhand zijn diverse toevoegingen gerealiseerd en in 1902 was het gebouw voltooid.
Na een periode van achteruitgang werd het gebouw tussen 2006 en 2009 gerestaureerd. Na de restauratiewerkzaamheden mocht de vereniging het woord "koninklijk" toevoegen na toestemming van koning Juan Carlos I van Spanje. De officiële naam van de vereniging werd daarmee Sociedad del Real Casino de Murcia.

## Beschrijving
De voorgevel aan Calle Trapería kwam gereed in 1902 en is sindsdien nauwelijks gewijzigd. De architect Pedro Cerdán verwerkte modernistische en klassieke invloeden in zijn ontwerp. Links en rechts van de hoofdingang zijn twee kamers met veel glas aan de straatzijde.
Achter de toegangsdeur en een kleine neobarokke hal komt de bezoeker in een Arabische binnenplaats naar een ontwerp van Manuel Castaños. De patio is afgesloten met een glazen koepel. De wanden zijn bedekt met vellen bladgoud. Een inscriptie in het Arabisch met de tekst "Niets groter dan Allah" wordt veelvuldig herhaald rondom de hele binnenplaats.
Achter de Arabische patio is een lange hal met aan beide zijden kamers voor diverse doeleinden. Direct links is de Engelse bibliotheek die in 1915 gereed kwam. Het is gemaakt naar een ontwerp van Waring & Gillow, een Engels bedrijf. Beneden is de leeszaal en een spiraaltrap leidt naar een galerij van houtsnijwerk, welke ondersteund wordt door gietijzeren beugels met daarin de afbeelding van flamingo's. Tegen de muur staan de boeken, zo'n 20.000 in totaal waarvan de oudste in de 17e eeuw zijn gedrukt.
Direct ernaast ligt een kamer voor de dames, Tocador de Señoras. Het plafond is versierd met allegorieën van de godin Selene.
Tegenover de bibliotheek ligt een kleine zaal, Salon de Congresillo, een ontmoetingsplaats voor invloedrijke personen uit het economische en sociale leven van Murcia. Er zijn schilderijen van Obdulio Miralles en Manuel Picolo. Achter de kleine zaal ligt de balzaal, een grote dubbelhoge ruimte in neobarokke stijl uit 1875. De plafonds van de Salón de Baile zijn rijkelijk versierd en op de muren zit stucwerk met allegorieën op dans. De vloer is van ingelegd parket. De vijf vergulde bronzen lampen, versierd met 1800 kristallen, zijn gemaakt in 1886 door Chalier en Jean in Parijs. Het was de eerste elektrische verlichting in Murcia.
Aan het einde van de lange hal ligt de Pompeiaanse patio. Hier staan 14 Ionische zuilen rondom een beeldhouwwerk van Venus, gemaakt door José Planes.